# Sjöormen (fontän)

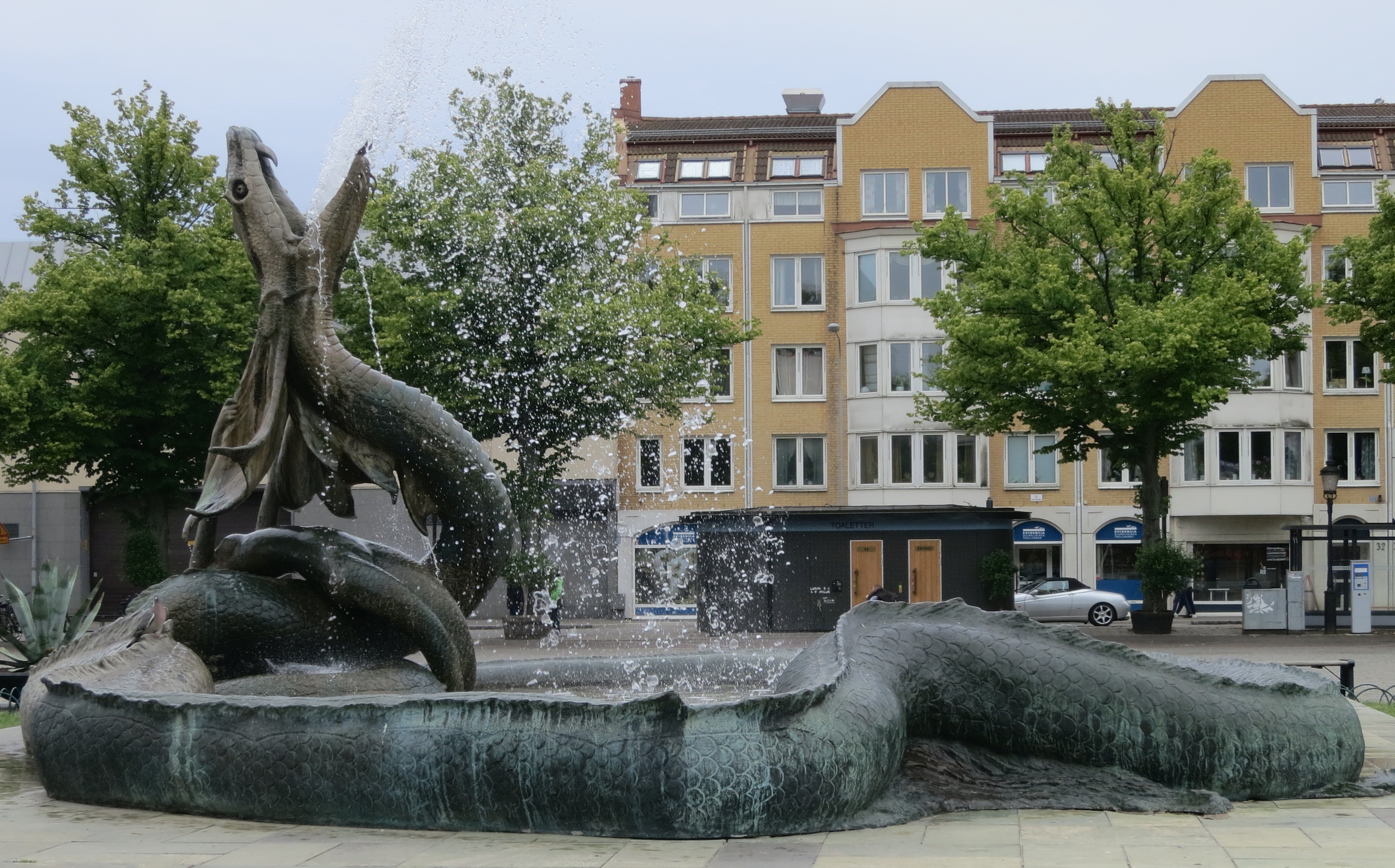
Sjöormen av Axel Ebbe, fontän i Trelleborg

Sjöormen är en skulptur i brons som är placerad på Stortorget i Trelleborg. Den är 4 m hög och – om man tänker sig den i utsträckt skick – 50 meter lång.
År 1932 bildades en kommitté vars syfte var att anordna en fest på Stortorget i Trelleborg. Festernas avsikt var att samla ihop pengar för att införskaffa ett konstverk till Stortorget. Det var åren 1933, 1934 och 1935 som festerna anordnades.
När den andra torgfesten anordnades i september år 1934 gick överskottet från festen till kostnaden av Sjöormen, vilket var runt 14 000 kr.
Sjöormen invigdes av kronprinsparet i juli 1935. 1996 hade man en återinvigning efter att ett större renoveringsarbete utförts av skulpturen.
Konstnären som skapat sjöormen heter Axel Ebbe och fontänen invigdes i samband med att Axel Ebbes konsthall invigdes.